# Philodromus marusiki
Philodromus marusiki är en spindelart som först beskrevs av Dmitri Viktorovich Logunov 1997.  Philodromus marusiki ingår i släktet Philodromus och familjen snabblöparspindlar. Inga underarter finns listade i Catalogue of Life.